# Рогава, Ольга Тарасовна
Ольга Тарасовна Рогава (1906 год, Зугдидский уезд, Кутаисская губерния, Российская империя — неизвестно, Зугдидский район, Грузинская ССР) — колхозница колхоза «Колхида» Зугдидского района, Грузинская ССР. Герой Социалистического Труда (1950).

## Биография
Родилась в 1906 году в крестьянской семье в одном из сельских населённых пунктов Зугдидского уезда. С раннего возраста трудилась в сельском хозяйстве. В послевоенные годы — рядовая колхозница на чайной плантации колхоза «Колхида» Зугдидского района.
В 1949 году собрала 6145 килограмма сортового чайного листа на площади 0,5 гектара. Указом Президиума Верховного Совета СССР от 19 июля 1950 года удостоена звания Героя Социалистического Труда за «получение высоких урожаев сортового зелёного чайного листа и цитрусовых плодов в 1950 году» с вручением ордена Ленина и золотой медали «Серп и Молот» (№ 5266).
Этим же указом званием Героя Социалистического Труда были награждены председатель колхоза Калистрат Михайлович Шерозия, бригадиры Ян Парнаозович Джабуа, Лаврентий Ерастович Джоджуа, Ражден Константинович Кадария, звеньевые Даниел Учанович Дараселия, Владимир Владимирович Джабуа, Имения Степанович Джабуа, колхозницы Ксения Тарасхановна Дараселия, Лена Алмасхановна Дараселия и Тамара Владимировна Латария.
Проживала в Зугдидском районе. Дата смерти не установлена.
Награды
- Герой Социалистического Труда
- Орден Ленина
- Орден Трудового Красного Знамени (29.08.1949)